# Adobe Creek (San Francisco Bay)
Der Adobe Creek ist ein 22,9 Kilometer langer Zufluss der San Francisco Bay. Er verläuft durch die Städte Los Altos Hills, Los Altos und Palo Alto. Sein Name leitet sich vom spanischen und englischen Wort Adobe ab, was Lehmziegel bedeutet. Der Adobe Creek ist Namensgeber von Adobe Inc.